# Belle Époque (filme)
Belle Époque é um filme de comédia dramática espanhol de 1992 dirigido por Fernando Trueba. Foi indicado e venceu o Oscar de melhor filme estrangeiro na edição de 1993, representando a Espanha.

## Elenco
- Jorge Sanz - Fernando
- Fernando Fernán Gómez - Manolo
- Miriam Díaz Aroca - Clara
- Ariadna Gil - Violeta
- Maribel Verdú - Rocío
- Penélope Cruz - Luz
- Gabino Diego - Juanito
- Michel Galabru - Danglard
- Agustín González - Don Luis
- Chus Lampreave - Doña Asun
- Mary Carmen Ramírez - Amalia